# Municipio de Colebrookdale
El municipio de Colebrookdale (en inglés: Colebrookdale Township) es un municipio ubicado en el condado de Berks en el estado estadounidense de Pensilvania. En el año 2000 tenía una población de 5.270 habitantes y una densidad poblacional de 243 personas por km².

## Geografía
El municipio de Colebrookdale se encuentra ubicado en las coordenadas 40°20′30″N 75°37′19″O / 40.34167, -75.62194.

## Demografía
Según la Oficina del Censo en 2000 los ingresos medios por hogar en la localidad eran de $54,238 y los ingresos medios por familia eran $60,407. Los hombres tenían unos ingresos medios de $40,590 frente a los $26,764 para las mujeres. La renta per cápita para la localidad era de $23,208. Alrededor del 1,3% de la población estaban por debajo del umbral de pobreza.